# Перванчук, Алексей Анатольевич
Алексей Анатольевич Перванчук (рум. Alexei Pervanciuc; родился 23 декабря 1978, Кишинёв) — молдавский гандболист. Девятикратный чемпион Молдовы. Выступал в клубах Польши и Германии. Выступает за молдавский клуб Олимпус-85.

## Клубная карьера
Родился 23 декабря 1978 в Кишинёве.
Окончил Экономическую академию (2001) и магистратуру в Университете физического воспитания и спорта (2007).
Начал заниматься гандболом в шесть лет. С 19 лет выступал в профессиональных клубах Польши (3 года) и Германии (3 года). В сезоне 2002/03 являлся игроком «Гамбурга». Девятикратный чемпион Молдавии: 1999 (в составе «Шерифа»), 2009, 2011, 2014, 2016, 2017, 2021, 2022, 2023 («Олимпус-85»).

## Карьера в сборной
В 16 лет в составе юношеской и молодёжной сборной Республики Молдова стал лучшим бомбардиром чемпионата Европы по гандболу до 21 года, забив 21 мяч в 3-х матчах.
Сыграл более 30 матчей за национальную сборную Молдовы.

## Другая деятельность
В 2004 году в 25 лет вернулся из Германии в Молдавию строить спортивный комплекс и реализовывать бизнес-проекты.
С 2007 года является директором спортивного комплекса «Fitness & Wellness club ALEXIA».
С 2004 года является играющим тренером гандбольной команды «Олимпус-85».
С 2013 года — вице-председатель Национального союза студентов и молодёжи Молдавии.
В 2016 году скончался Анатолий Перванчук (отец Алексея), который являлся директором гандбольного клуба «Олимпус-85». Алексей Перванчук с 2015 года является директором гандбольного клуба Олимпус-85.

## Достижения
- Чемпион Молдовы: 1999 (в составе «Шерифа»), 2009, 2011, 2014, 2016, 2017, 2021, 2022, 2023 (в составе «Олимпус-85»)

## Семья
Отец — Перванчук Анатолий Николаевич, мать — Перванчук Светлана Юзефовна. Младший брат — Перванчук Александр, гандболист.
Супруга — Анастасия Николаева Перванчук, многократная чемпионка Молдавии по художественной гимнастике. Дочери — Ксения, Алиса, София.